# Karl Josef Romer
Karl Josef Romer (* 8. Juli 1932 in Benken SG) ist emeritierter Kurienbischof.

## Leben
Karl Josef Romer ging auf das Gymnasium St. Antonius in Appenzell und legte seine Matura 1952 ab. Nach seinem Studium empfing er am 22. März 1958 die Priesterweihe. 
Paul VI. ernannte ihn am 24. Oktober 1975 zum Weihbischof in São Sebastião do Rio de Janeiro und Titularbischof von Columnata. Der Erzbischof von Rio de Janeiro, Eugênio Kardinal de Araújo Sales, weihte ihn am 12. Dezember desselben Jahres zum Bischof; Mitkonsekratoren waren José Alberto Lopes de Castro Pinto, Weihbischof in São Sebastião do Rio de Janeiro, und Joseph Hasler, Bischof von Sankt Gallen. 
Johannes Paul II. ernannte ihn am 13. April 2002 zum Sekretär des Päpstlichen Rates für die Familie. Am 10. November 2007 nahm Papst Benedikt XVI. seinen altersbedingten Rücktritt an.